# Steve Harvey

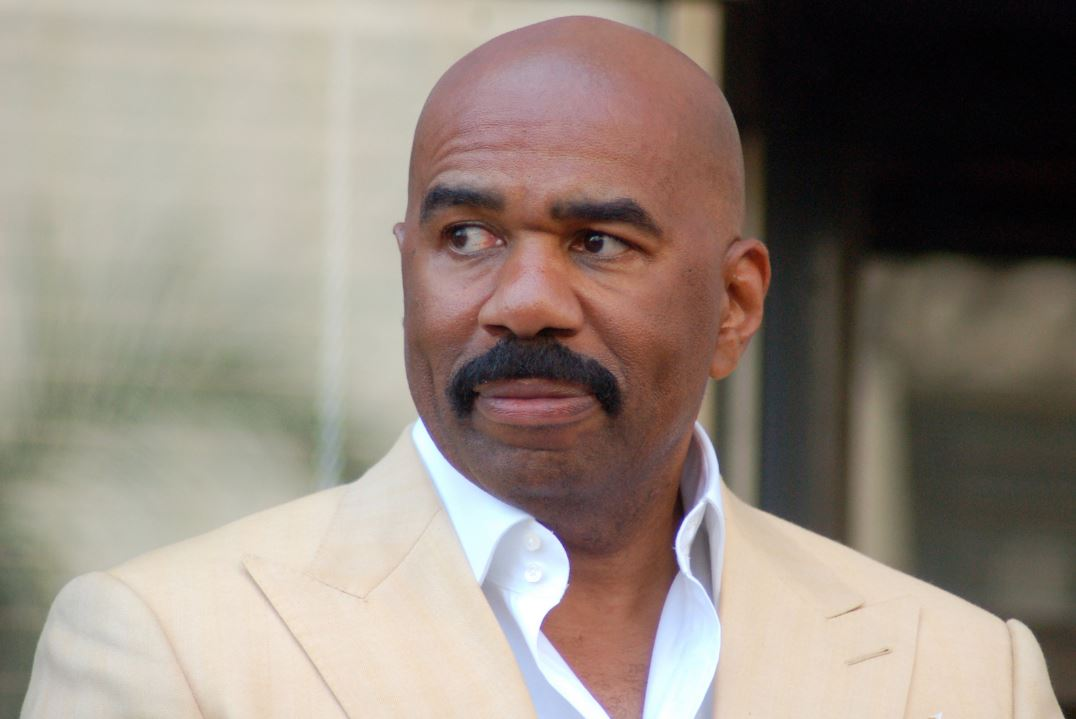
Steve Harvey (2013)

Broderick Stephen „Steve“ Harvey (* 17. Januar 1957 in Welch, West Virginia) ist ein US-amerikanischer Moderator und Entertainer, der vor allem durch Family Feud bekannt ist.

## Leben
Harvey wurde als jüngstes von fünf Kindern von Jesse Harvey, einem Kohlebergmann und dessen Frau Eloise in West Virginia geboren. Seine Familie zog bald nach Cleveland (Ohio) um, wo er bis 1974 die Glenville High School besuchte. Anschließend ging er wieder zurück, um an der West Virginia University sein Studium zu absolvieren. Harvey arbeitete nebenher als Versicherungskaufmann, Briefträger und Boxer.
Zu seinem 58. Geburtstag im Jahr 2015 wurde dieser Tag, der 17. Januar 2015, zum Steve Harvey Day erklärt und die Straße, in der er aufwuchs, in Steve Harvey Way umbenannt.

## Karriere
Im Jahr 1985 stand er dann erstmals in einer Stand-up-Comedy auf der Bühne. Der Durchbruch gelang ihm, als er es 1989 in die Endrunde der zweiten jährlichen „Johnnie Walker National Comedy“ Ausscheidung schaffte.
Anschließend bekam er einige Rollen in Fernsehproduktionen, wie beispielsweise als Moderator von Showtime at the Apollo (1993 bis 2000) oder als Star einer Sitcom. 1996 bekam er The Steve Harvey Show beim noch jungen WB-Netzwerk, die er bis 2002 moderierte. Als einer von vier Comedians war er im Jahr 2002 in dem Film The Original Kings of Comedy von Spike Lee zu sehen. Im selben Jahr begann er  mit der täglichen Talkradio-Show The Steve Harvey Morning Show, die ursprünglich nur in Los Angeles und Dallas zu empfangen war, inzwischen jedoch täglich von weiteren Stationen ausgestrahlt wird. Im Jahr 2007 gewann Harvey den „Radio & Records magazine’s national Syndicated Personality/Show of the Year award“. Seit 2010 moderiert er die Spielshow Family Feud die 2024 bereits in die 25. Staffel ging.
Besondere Bekanntheit erlangte Harvey, als er bei der Verleihung des Titels zur Miss Universe 2015 zunächst die Kolumbianerin Ariadna Gutiérrez an Stelle der eigentlichen Siegerin Pia Alonzo Wurtzbach (Philippinen) als neue Schönheitskönigin verkündete und kurz darauf seinen Fehler korrigieren musste.

## Filmografie

### Filme
- 2000: The Original Kings of Comedy
- 2003: Fighting Temptations
- 2003: Love Don’t Cost a Thing
- 2004: Familie Johnson geht auf Reisen (Johnson Family Vacation)
- 2004: Street Style
- 2005: Do You Speak American?
- 2009: Madea Goes to Jail
- 2010: Phunny Business: A Black Comedy
- 2012: Denk wie ein Mann

### Fernsehen
- 1993–2000: Showtime at the Apollo (Moderator)
- 1994–1995: Ich und meine Jungs (5 Folgen)
- 1996–2002: Mister Funky – Die Steve Harvey Show (The Steve Harvey Show, 120 Folgen)
- 2002: What’s Up, Dad? (1 Folge)
- 2003: Die Parkers (The Parkers, 1 Folge)
- seit 2010: Family Feud (Moderator)
- seit 2016: Little Big Shots

## Bücher
- 2009: Act Like a Lady, Think Like a Man: What Men Really Think About Love, Relationships, Intimacy, and Commitment. HarperCollins.
- 2010: mit Denene Millner: Straight Talk, No Chaser: How to Find, Keep, and Understand a Man.
- 2015: Act Like a Success, Think Like a Success: Discovering Your Gift and the Way to Life's Riches. ISBN 978-0-06-222033-2.
- 2016: Jump. Take the Leap of Faith to Achieve Your Life of Abundance. Amistad Press.